# Climacoceratidae
Climacoceratidae – rodzina wymarłych ssaków spokrewnionych z dzisiejszymi żyrafowatymi. Żyły w Afryce w miocenie. Zwierzęta te były niegdyś włączane do rodziny Palaeomerycidae, a także do żyrafowatych, dopiero w 1978 Hamilton stworzył dla nich odrębną rodzinę. Od dzisiejszych żyrafowatych odróżniało je poroże.

## Nazwa
Oznacza drabiniaste rogi.

## Rodzaje
- Climacoceras
- Orangemeryx
- Prolibytherium
- Propalaeoryx
- Nyanzameryx
- Sperrgebietomeryx
- ?Canthumeryx